# Michel Pensée
Michel Pensée Billong (ur. 16 czerwca 1973 w Jaunde) – kameruński piłkarz, występował na pozycji obrońcy.

## Życiorys
Swoją karierę rozpoczynał w kameruńskim Tonnerre Jaunde. W 1994 roku przeszedł do klubu z Meksyku, Tampico Madero, gdzie grał przez trzy sezony. Następnym jego klubem był Seongnam Ilhwa Chunma z K-League. W Korei został na cztery lata, a w sezonie 2000/2001 sięgneli po niego działacze Clube Desportivo das Aves. Spotkał tam swojego rodaka Roudolpha Douale. W lidze portugalskiej rozegrał 5 meczów i odszedł. Tym razem do Rosji, a jego nowym klubem został Anży Machaczkała. Rozegrał tam 20 meczów, a po sezonie znów zdecydował się na zmianę otoczenia. Przeniósł się do japońskiego klubu, Sanfrecce Hiroszima, a rozegrał tam 25 meczów w ciągu jednego sezonu. Karierę postanowił zakończyć na boiskach angielskiej niższej ligi, w Milton Keynes Dons.
Ma za sobą udział w Mistrzostwach Świata 1998, na których rozegrał 1 mecz, przeciwko Chile, który Kamerun zremisował 1:1. Łącznie, w reprezentacji rozegrał 5 meczów.
| Sezon   | Klub                 | Kraj       | Flaga            | Rozgrywki           | Mecze | Bramki |
| ------- | -------------------- | ---------- | ---------------- | ------------------- | ----- | ------ |
| 1991    | Tonnerre Jaunde      | Kamerun    | Kamerun          | Première Division   | ?     | ?      |
| 1992    | Tonnerre Jaunde      | Kamerun    | Kamerun          | Première Division   | ?     | ?      |
| 1993    | Tonnerre Jaunde      | Kamerun    | Kamerun          | Première Division   | ?     | ?      |
| 1994    | Tonnerre Jaunde      | Kamerun    | Kamerun          | Première Division   | ?     | ?      |
| 1994/95 | Tampico Madero       | Meksyk     | Meksyk           | Primera División    | ?     | ?      |
| 1995/96 | Tampico Madero       | Meksyk     | Meksyk           | Primera División    | ?     | ?      |
| 1996/97 | Tampico Madero       | Meksyk     | Meksyk           | Primera División    | ?     | ?      |
| 1997    | Cheonan Ilhwa Chunma | Korea      | Korea Południowa | K-League            | 3     | 1      |
| 1998    | Cheonan Ilhwa Chunma | Korea      | Korea Południowa | K-League            | 10    | 1      |
| 1999    | Cheonan Ilhwa Chunma | Korea      | Korea Południowa | K-League            | 23    | 0      |
| 2000/01 | CD Aves              | Portugalia | Portugalia       | BWIN Liga           | 5     | 0      |
| 2001    | Anży Machaczkała     | Rosja      | Rosja            | Priemjer-Liga       | 20    | 0      |
| 2002    | Sanfrecce Hiroszima  | Japonia    | Japonia          | J-League            | 25    | 0      |
| 2004/05 | Milton Keynes Dons   | Anglia     | Anglia           | League Championship | 18    | 1      |